# Діхтяр Олександр Соломонович
Олександр Соломонович Діхтяр (рос. Александр Соломонович Дихтяр; 8 квітня 1917, Російська імперія — 5 травня 1989, Москва, РРФСР, СРСР) — радянський російський художник-постановник кіно. Член Союзу кінематографістів СРСР.

## Біографія
У 1943 році закінчив художній факультет ВДІКу.

## Фільмографія
- 1944: «Зоя» — асистент художника
- 1945: «П'ятнадцятирічний капітан» — спільно з С. Козловським
- 1947: «Хлопчик з околиці»
- 1949: «У них є Батьківщина»
- 1954: «Анна на шиї»
- 1955: «Доля барабанщика»
- 1955: «Княжна Мері»
- 1956: «В добрий час!»
- 1958: «Олеко Дундич»
- 1961: «Своя голова на плечах»
- 1961: «Вечори на хуторі біля Диканьки»
- 1962: «Тече Волга» — художник-постановник і актор
- 1965: «Мандрівник з багажем»
- 1967: «Я вас любив…»
- 1968: «Нейтральні води»
- 1970: «Балада про Берінга і його друзів»
- 1973: «Крапля в морі»
- 1974: «Ще можна встигнути»
- 1975: «Це ми не проходили»
- 1976: «Обеліск»
- 1977: «Хомут для Маркіза»
- 1979: «Дюма на Кавказі»
- 1980: «Вам і не снилося…»
- 1983: «Я вас дочекаюся»
- 1986: «З неба на землю»